# Saint-Fulgent-des-Ormes
Saint-Fulgent-des-Ormes és un municipi francès situat al departament de l'Orne i a la regió de Normandia. L'any 2007 tenia 164 habitants.

## Demografia

### Població
El 2007 la població de fet de Saint-Fulgent-des-Ormes era de 164 persones. Hi havia 72 famílies de les quals 16 eren unipersonals (12 homes vivint sols i 4 dones vivint soles), 28 parelles sense fills, 20 parelles amb fills i 8 famílies monoparentals amb fills.
La població ha evolucionat segons el següent gràfic:
Habitants censats

### Habitatges
El 2007 hi havia 115 habitatges, 72 eren l'habitatge principal de la família, 31 eren segones residències i 12 estaven desocupats. 114 eren cases i 1 era un apartament. Dels 72 habitatges principals, 57 estaven ocupats pels seus propietaris, 13 estaven llogats i ocupats pels llogaters i 2 estaven cedits a títol gratuït; 5 tenien dues cambres, 15 en tenien tres, 23 en tenien quatre i 29 en tenien cinc o més. 50 habitatges disposaven pel capbaix d'una plaça de pàrquing. A 41 habitatges hi havia un automòbil i a 26 n'hi havia dos o més.

### Piràmide de població
La piràmide de població per edats i sexe el 2009 era:
| Homes | Edats   | Dones |
| ----- | ------- | ----- |
| 0     | 95 o +  | 0     |
| 0     | 90 a 94 | 4     |
| 0     | 85 a 89 | 0     |
| 0     | 80 a 84 | 0     |
| 4     | 75 a 79 | 4     |
| 4     | 70 a 74 | 0     |
| 8     | 65 a 69 | 12    |
| 4     | 60 a 64 | 8     |
| 12    | 55 a 59 | 8     |
| 0     | 50 a 54 | 8     |
| 0     | 45 a 49 | 4     |
| 12    | 40 a 44 | 4     |
| 0     | 35 a 39 | 0     |
| 8     | 30 a 34 | 4     |
| 4     | 25 a 29 | 12    |
| 0     | 20 a 24 | 0     |
| 0     | 15 a 19 | 0     |
| 0     | 10 a 14 | 4     |
| 4     | 5 a 9   | 8     |
| 4     | 0 a 4   | 4     |

## Economia
El 2007 la població en edat de treballar era de 104 persones, 81 eren actives i 23 eren inactives. De les 81 persones actives 77 estaven ocupades (40 homes i 37 dones) i 4 estaven aturades (3 homes i 1 dona). De les 23 persones inactives 13 estaven jubilades, 5 estaven estudiant i 5 estaven classificades com a «altres inactius».

### Ingressos
El 2009 a Saint-Fulgent-des-Ormes hi havia 76 unitats fiscals que integraven 173 persones, la mediana anual d'ingressos fiscals per persona era de 15.800 €.

### Activitats econòmiques
Dels 7 establiments que hi havia el 2007, 2 eren d'empreses d'hostatgeria i restauració, 1 d'una empresa de serveis, 2 d'entitats de l'administració pública i 2 d'empreses classificades com a «altres activitats de serveis».
L'únic servei als particulars que hi havia el 2009 era una perruqueria.
L'any 2000 a Saint-Fulgent-des-Ormes hi havia 10 explotacions agrícoles.

## Poblacions més properes
El següent diagrama mostra les poblacions més properes.